# Dimensió de Hausdorff-Bezikóvitx
La dimensió de Hausdorff o dimensió de Hausdorff-Bezikóvitx és una generalització mètrica del concepte de dimensió d'un espai topològic, que permet definir una dimensió fraccionària (no entera) per a un objecte fractal.

## Mesura de Hausdorff

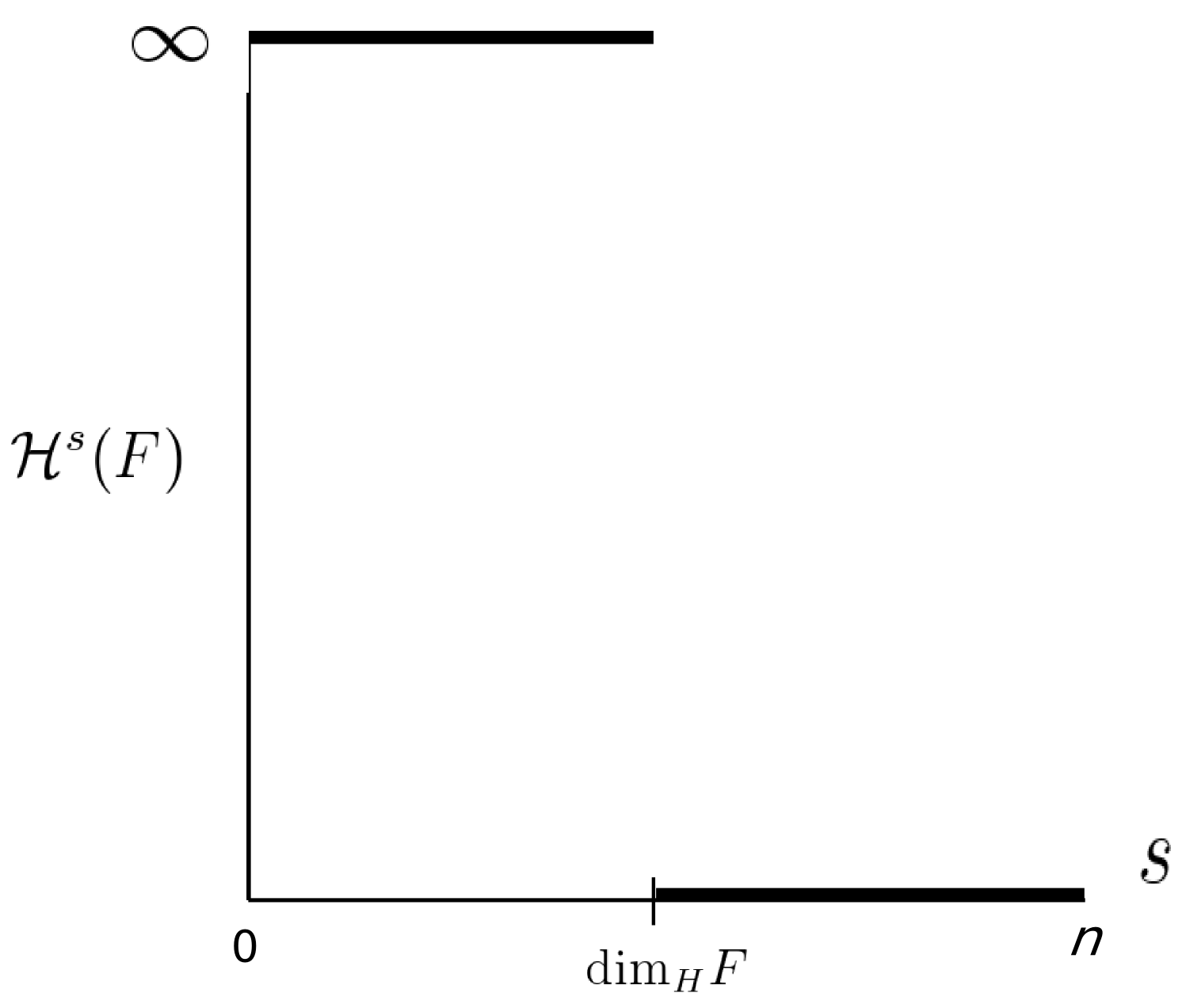
Contingut de Hausdorff d'un conjunt, per a valors de la dimensió diferent inferiors a la dimensió de Haussdorff el contingut de Hausdorff és infinit, per a valors superiors el contingut és zero. Sols per a un valor igual a la dimensió de Hausdorff el contingut és una quantitat positiva i finita.

Sia {\displaystyle U\subset \mathbb {R} ^{n}} no buit. El diàmetre de {\displaystyle U} es definix com a {\displaystyle |U|=\sup\{|x-y|:x,y\in U\}}.
Sia {\displaystyle I} un conjunt arbitrari d'índexs. La col·lecció {\displaystyle \{U_{i}\}_{i\in I}} s'anomena {\displaystyle \delta }-recobriment de {\displaystyle F} si
- {\displaystyle F\subset \bigcup _{i\in I}U_{i}}; i
- {\displaystyle 0<|U_{i}|\leq \delta }, per a cada {\displaystyle i\in I}.

Sia {\displaystyle F\subset \mathbb {R} ^{n}} i {\displaystyle s} un nombre no negatiu. Per a qualsevol {\displaystyle \delta >0} es definix:
{\displaystyle {\mathcal {H}}_{\delta }^{s}(F)=\inf\{\sum _{i=1}^{\infty }|U_{i}|^{s}\}},
on l'ínfim es pren respecte a tots els {\displaystyle \delta }-recobriments numerables de {\displaystyle F}. És possible verificar que {\displaystyle {\mathcal {H}}_{\delta }^{s}} és de fet una mesura exterior a {\displaystyle \mathbb {R} ^{n}}.
La mesura exterior {\displaystyle s}-dimensional de Hausdorff del conjunt {\displaystyle F} es definix com el valor
{\displaystyle {\mathcal {H}}^{s}(F)=\displaystyle \lim _{\delta \rightarrow 0}{\mathcal {H}}_{\delta }^{s}(F)}.
Aquest límit existix. Però com que {\displaystyle {\mathcal {H}}_{\delta }^{s}} creix quan {\displaystyle \delta } decreix, pot ser infinit.
És fàcil veure que {\displaystyle {\mathcal {H}}^{s}} és una mesura exterior, així és que, per al Teorema de Carathéodory, la restricció de {\displaystyle {\mathcal {H}}^{s}} als conjunts {\displaystyle {\mathcal {H}}^{s}}-mesurables. És de fet una mesura, anomenada mesura s-dimensional de Hausdorff.
La mesura de Hausdorff generalitza la idea de longitud, àrea i volum. La mesura de dimensió zero compta el nombre de punts en un conjunt si el conjunt és finit, o és infinita si el conjunt ho és. La mesura unidimensional amida la longitud d'una corba suau a {\displaystyle \mathbb {R} ^{n}}. La mesura bidimensional d'un conjunt a {\displaystyle \mathbb {R} ^{2}} és proporcional a la seva àrea i anàlogament la mesura tridimensional d'un conjunt a {\displaystyle \mathbb {R} ^{3}} és proporcional al seu volum.
| Per a tot conjunt {\displaystyle F\subset \mathbb {R} ^{n}} existix {\displaystyle s_{o}\leq n} amb la propietat: {\displaystyle {\mathcal {H}}^{s}(F)=\left\{{\begin{array}{rcl}\infty &{\text{per a}}&s<s_{o}\\0&{\text{per a}}&s>s_{0}\end{array}}\right.} |

Un gràfic de {\displaystyle {\mathcal {H}}^{s}} en funció de {\displaystyle s} (Vegeu figura) mostra que existix un valor crític de {\displaystyle s} en el qual {\displaystyle {\mathcal {H}}^{s}} canvia subitàment de {\displaystyle \infty } a {\displaystyle 0}.
El comportament de {\displaystyle {\mathcal {H}}^{s}(F)} pot explicar-se de la següent manera: Es cobrix el conjunt {\displaystyle F} amb infinits conjunts de diàmetre menut {\displaystyle \delta \rightarrow 0} i es calcula la suma d'aquests diàmetres elevats a la {\displaystyle s}-èsima potència. Si {\displaystyle s} és menut, aquestes potències tendixen a {\displaystyle 1} la qual cosa produïx que la suma divergisca. Si {\displaystyle s} és gran, les {\displaystyle s}-èsimes potències tenen a zero i la suma tendix a anul·lar-se.

## Dimensió de Hausdorff
La dimensió de Hausdorff es definix com a:
{\displaystyle dim_{H}(F):=sup\{s:{\mathcal {H}}^{s}(F)=\infty \}:=inf\{s:{\mathcal {H}}^{s}(F)=0\}}